# Poźniak (herb szlachecki)
Poźniak – polski herb szlachecki. Wzmiankowany w Ks. Wojciecha Kojałowicza Herbarzu rycerstwa W. K. Litewskiego oraz Herbarzu polski Kaspra Niesieckiego.
Herb występował wśród rodzin osiadłych w Wielkim Księstwie Litewskim.
Posługuje się tym herbem rodzina Poźniaków pochodząca z tych terenów.
Jan Franciszek Poźniak - pisarz dekretowy Litewski, pisarz ziemski, podwojewodzi Wileński, poseł na sejm 1661.
Stanisław Poźniak - starosta Lachowski 1674
Stanisław Poźniak - w oddziałach polskich Jan III Sobieski w Bitwa pod Wiedniem
Jan Poźniakowski - rektor nowicjatu Wileńskiego 1710
Antoni Poźniak - chorąży Oszmiański 1778
Franciszek Poźniak - sędzia ziemski Oszmiański

Herb Poźniak

## Opis herbu
Na tarczy w polu czerwonym, powinien być mąż, strzałą w pół z lewego boku na prawy postrzelony. Nad hełmem w koronie trzy pióra strusie. Labry.

## Herbowni
Apoznański, Poslewicz, Poślewicz, Poźniak, Poznański,  Poźniakowski, Pracki.

## Odmiana herbowa
Po obronie i kapitulacji Smoleńska w 1654 wykształciła się odmiana herbu wykorzystywana przez rodzin pozostające trwale na rosyjskiej już Smoleńszczyźnie. Zmieniono wizerunek postaci męża na tarczy oraz zwrot strzały przeszywającej go - Herbarz rodów szlacheckich Cesarstwa Wszechrosyjskiego. 